# Антрепренер
Антрепрене́р (фр. entrepreneur — підприємець) або імпресаріо (італ. impresário — підприємець) — підприємець, який організовує культурно-видовищні заходи. Власник, орендатор, утримувач театру, цирку і т. ін. Спочатку цей термін використовувався у контексті організації театральних та музичних вистав.

## Історія
Антрепренери з'явилися у Європі в XVII столітті, коли театри та концертні зали почали активно розвиватися. Вони брали на себе відповідальність за фінансування та організацію культурних заходів, залучали артистів, забезпечували рекламу та збирали кошти з продажу квитків. Антрепренери також часто співпрацювали з акторами, музикантами та іншими митцями.

## Функції антрепренера
1. Організація заходів — антрепренери планують та реалізують культурні та розважальні проекти, такі як концерти, вистави або фестивалі.
2. Фінансування — вони можуть залучати інвесторів або фінансувати проекти власними коштами.
3. Управління ресурсами — найм артистів, оренда місць проведення подій, логістика та інші аспекти управління ресурсами.
4. Маркетинг та реклама — просування події серед цільової аудиторії через різні канали.
5. Ведення переговорів — антрепренери часто виступають посередниками між артистами та іншими учасниками подій, такими як спонсори або місцеві влади.

## Відомі антрепренери
- Сержіо Болоніні (Італія) — один із найвідоміших антрепренерів XIX століття, який організовував масштабні оперні постановки.
- Клод Монтевера — французький антрепренер, який зробив значний внесок у розвиток музичного бізнесу.

## Сучасний антрепренер
У сучасному світі антрепренери активно працюють не тільки у сфері культури, але й у бізнесі, стартапах і технологіях. Термін "антрепренер" іноді використовується в ширшому значенні для позначення підприємців, які ризикують своїми ресурсами для створення нових бізнес-проєктів.

## Деякі українські антрепренери
- Аведиков Леонід Іванович
- Аведиков Овдій Карпович
- Ашкаренко Григорій Андрійович
- Альбиковський Микола Клеофасійович
- Бабич Михайло Федорович (Бабичев)
- Багров Михайло Федорович (Топор)
- Барановський Данте
- Барсов Петро Єгорович
- Бартолуччі Андреа
- Бачинський Омелян Васильович
- Бергер Фердінанд Георгійович
- Білоконь Валентин
- Бородай Михайло Матвійович
- Борченко Михайло Н.
- Брикін Степан Васильович
- Валентетті Федір Васильович
- Волик Федір Парамонович
- Виходцев Григорій Олексійович
- Гайдамака Дмитро Абрамович
- Галицький Георгій Станіславович
- Глазуненко Степан Олександрович
- Деркач Георгій Йосипович
- Дубравін Андрій Варламович
- Захаренко Василь Іванович
- Кавалліні Ахілл
- Когутяк Іван Іванович
- Колесниченко Трохим Петрович
- Лівенсон-Лівський Михайло Петрович
- Максін Макс Карлович
- Матковський Григорій Гнатович
- Орел-Степняк Микола Григорович
- Прохорович Павло Васильович
- Руденко Іван
- Рекановський Петро
- Рудаков Микола Іванович
- Сабінін Лев Родіонович
- Сагайдачний Юрій Мусійович
- Суслов Онисим Зіновійович
- Ярошенко Митрофан Корнійович
- Сибіряков Олександр Іліодорович